# 馬提·李
馬修·“馬提”·李，MBE（1998年3月5日—）是英國的一位跳水運動員。2012年，他首次參加歐洲青年錦標賽的比賽，並且獲得了男子3米板的冠軍。2015年，他參加了歐洲運動會的比賽，並且獲得了男子10米台的冠軍。2017年，他參加了世界游泳錦標賽的雙人10公尺跳台比賽獲得銀牌。馬提與搭檔湯姆·戴利在2020東京奧運雙人10公尺跳台比賽獲得金牌。

## 職業生涯
2019年世界游泳錦標賽於韓國光州舉行，李和湯姆·戴利在雙人10公尺跳台比賽中獲得銅牌。
2021年跳水世界盃於日本東京舉行，李和湯姆·戴利在雙人10公尺跳台比賽中獲得金牌。
2020年夏季奥林匹克运动会於日本東京舉行，李和湯姆·戴利在雙人10公尺跳台比賽中獲得金牌。
馬提·李在英國2022新年榮譽中頒授大英帝國員佐勳章（MBE），以表彰他「對跳水的貢獻」。

## 榮譽

### 勳章
- 大英帝國員佐勳章：2022年

## 外部連結
- Matty Lee British Diver （页面存档备份，存于）
- Matty Lee Sports bio （页面存档备份，存于）
- Matty Lee的Instagram帳戶 （页面存档备份，存于）